# Crocodile Dundee II
 Crocodile Dundee II és una pel·lícula australiana dirigida per John Cornell estrenada el 1988.

## Argument
Vivint des de fa diversos mesos amb una periodista novaiorquesa, Crocodile Dundee es comença a enyorar del seu bush natal. Llavors, la seva companya, que té fotos comprometedores per a la màfia colombiana, és detinguda. Després d'haver aconseguit alliberar-la, se'n van tots dos a Austràlia per tal d'assegurar la protecció de la seva esposa en un medi més hospitalari per a Crocodile Dundee, el bush. Però la màfia colombiana no ha dit la seva última paraula i, després d'haver aconseguit trobar els nostres dos herois, decideix seguir-los a Austràlia per executar-los. Així els assassins colombians desembarquen al bush australià, però molt de pressa els caçadors en aquest territori hostil són preses de Michael J. Cocodril Dundee.

## Repartiment
- Linda Kozlowski: Sue Charlton
- John Meillon: Walter Reilly
- Hechter Ubarry: Rico
- Juan Fernandez: Miguel
- Charles S. Dutton: Leroy
- Gus Mercurio: Frank
- Kenneth Welsh: Brannigan
- Dennis Boutsikaris: Bob Tanner
- Ernie Dingo: Charlie
- Luis Guzman: Jose

## Premis
- 1988: Golden Screen (Alemanya)
- 1989: BMI Film Music Award (BMI Film & TV Awards)

## Al voltant de la pel·lícula
- Altres pel·lícules de la sèrie :
  - 1986: Crocodile Dundee de Peter Faiman
  - 2001: Crocodile Dundee 3 de Simon Wincer
- Paul Hogan ha coescrit el guió en companyia del seu fill Brett.
- En la seqüència on Dundee passarà una trucada telefònica", se serveix d'un Brunzidor, "bullroarer" en anglès, reputat com el més antic instrument conegut. El so típic d'aquest instrument, sempre correntment utilitzat amb els pobles "primitius" pot igualment ser escoltat al començament de la peça "bullroarer" a l'àlbum Diesel And Dust del grup australià Midnight Oil.

## Crítica
Inevitable seqüela de Cocodril Dundee, és tant descarat el seu afany de copiar-la que fa innecessari l'esforç de veure-la, si no és per lamentar el desaprofitament de la Kozlowski